# 君の心に刻んだ名前
『君の心に刻んだ名前』（きみのこころにきざんだなまえ、原題：刻在你心底的名字）は、2020年の台湾映画。

## ストーリー
1987年、威厳令が解除された直後の台湾。家族からの期待とプレッシャー、同性愛への差別、社会の偏見の中で、高校生の張家漢（チャンジアハン）と王柏徳（ワンボーダー）は恋に落ちる。

## 登場人物・キャスト
張家漢（チャンジアハン/アハン）
演 - エドワード・チェン（青年）、レオン・ダイ（中年）
王柏徳（ワンボーダー/バーディ）
演 - ツェン・ジンホア（青年）、ワン・シーシェン（中年）
呉若非（ウールオフェイ/バンバン）
演 - ミミ・シャオ